# Dirophanes anoukae
Dirophanes anoukae là một loài tò vò trong họ Ichneumonidae.